# علی‌پور تهسیل
علی‌پور تهسیل (به انگلیسی: Alipur Tehsil) یک منطقهٔ مسکونی در پاکستان است که در Muzaffargarh District واقع شده‌است.